# Wilhadikapelle

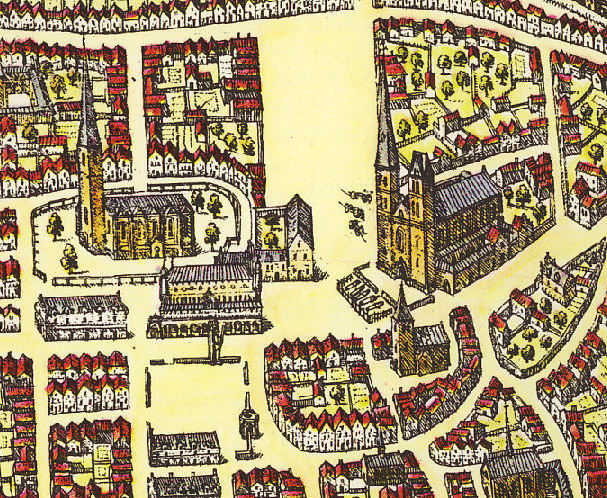
Die Wilhadikapelle unterhalb des Domes im Stadtplan von Braun und Hogenberg aus dem Jahr 1598

Die Wilhadikapelle (auch Willehadikapelle, Wilhadikirche oder einfach St. Wilhadi genannt) war – neben dem Bremer Dom – einer der ältesten Kirchenbauten in Bremen. Sie wurde im 9. Jahrhundert als Grabkapelle für Willehad, den ersten Bremer Bischof, errichtet, im 16. Jahrhundert profaniert und im 19. Jahrhundert abgerissen.

## Geschichte
Die Wilhadikapelle wurde Anfang des 9. Jahrhunderts von Bischof Willerich für seinen 789 verstorbenen Vorgänger Willehad direkt südlich vom Dom im Gebiet des befestigten Dombezirks erbaut. Diese erste Wilhadikirche, von der keine Abbildungen erhalten sind, diente als Kapelle der Domburg und als Ort der Verehrung Willehads, bis Bischof Ansgar die Gebeine des Heiligen in den Dom umbetten ließ (sein Grab gilt heute als verschollen).
Im Jahr 1013 wurde der kleine, weitgehend aus Holz errichtete Bau durch einen Brand zerstört. In der Folge ließ Bischof Unwan St. Wilhadi als zunächst turmlosen, einschiffigen romanischen Feldsteinbau mit einer Länge von 27 Metern, einer Breite von 7,40 Metern und einer halbrunden Apsis neu errichten. Bischof Adalbert I. gründete 1050 die Propsteien (hier: Klöster) St.-Wilhadi und St. Stephani. Bischof Adalbert II. übertrug 1139 dem Kollegiatstift von St. Wilhadi das Heiligtum der inzwischen eingegangenen Stephani-Probstei auf dem Steffensberg nordwestlich der Marktsiedlung. Die dort neu errichtete Kirche trug zunächst sie den Namen St. Wilhadi und St. Stephani oder kurz St. Wilhadi. Ihr Pfarrsprengel umfasste außer dem Stephaniviertel auch die Dörfer Utbremen und Walle. Erst mit der Reformation setzte sich der Name St. Stephani durch.
Die Wilhadikapelle im Dombezirk war ab 1187 dem im selben Jahr auf Grundlage einer Armenstiftung des Namenspatrons von Erzbischof Hartwig II. gegründeten Ansgaristift unterstellt. Dieses tauschte sie 1221 mit dem Domkapitel gegen die von dem Privatmann Gerhard von Kemnade errichtete Jacobikirche.
Nach einem Streit mit der Kirche Unser Lieben Frauen legte das Domkapitel 1287 fest, dass in der Stadt Bremen verstorbene Pilger und andere Reisende auf dem Friedhof der Wilhadikapelle beizusetzen seien und in der Kapelle deren Totenmessen zu lesen seien.
Sie hatte inzwischen einen Turm erhalten. Als dieser um 1300 niederbrannte, wurde das Gotteshaus zu einer ansehnlichen dreischiffigen Kirche mit gotischen Chor und einer Länge von 37,80 Metern und einer Breite von 19,60 Metern erweitert. An der Westseite wurde ein neuer Turm mit quadratischen Grundriss und Pyramidendach errichtet. Nach dem Ausbau wurde sie zur Pfarrkirche für die im Dombezirk wohnenden Laien und blieb dies bis zur Reformation in Bremen. Die Wilhadikapelle wurde von der Lateinschule des Doms unterhalten.
Im Zuge der Reformation wurde St. Wilhadi 1527 geschlossen und als Zeughaus verwendet. Als der Bremer Rat Ende des 16. Jahrhunderts die ehemalige Klosterkirche St. Katharina zum städtischen Zeughaus umfunktionierte, wurde die Wilhadikapelle als Hopfenspeicher genutzt, weshalb die Kapelle auch als „Hoppenkarke“ (Niederdeutsch für ‚Hopfenkirche‘) bezeichnet wurde. Später wurde das Gebäude als Packhaus und Weinlager verwendet. Das Gemäuer verfiel zusehends, so dass 1726 der einsturzgefährdete Turm abgetragen werden musste. Die von Berend Klinge 1456 gegossene Glocke der Kapelle wurde im Turm des Ostertors aufgehängt, der in der Folge auch „Die Glocke“ genannt wurde. 1820 wurden Teile des Kirchenschiffs abgerissen und 1860 – anlässlich des Baus der Neuen Börse am Marktplatz – der Rest des Bauwerks, so wie alle angrenzenden Häuser des Viertels. Bei den Abbrucharbeiten wurden die Fundamente der ehemaligen Apsis und ein reichverziertes romanisches Kapitell gefunden.